# Oxira mendica
Oxira mendica là một loài bướm đêm trong họ Noctuidae.